# Baguari
Baguari é um distrito do município brasileiro de Governador Valadares, no interior do estado de Minas Gerais. Segundo o censo demográfico de 2022, realizado pelo Instituto Brasileiro de Geografia e Estatística (IBGE), sua população era de 1 641 habitantes e havia 595 domicílios particulares permanentes ocupados. Possui área de 90,20 km² conforme a Fundação João Pinheiro (FJP).
De acordo com o IBGE, em 2010 a população era de 1 958 habitantes e havia 785 domicílios particulares.
Foi criado pela lei nº 1.039 de 12 de dezembro de 1953. O distrito é atendido pela BR-381 e sua área é banhada pelo rio Doce, em cujo leito se encontra a Usina Hidrelétrica de Baguari, inaugurada em 2009.